# Paul Worrilow
Paul Eric Worrilow (* 1. Mai 1990 in Wilmington, Delaware, Vereinigte Staaten) ist ein ehemaliger American-Football-Spieler auf der Position des Middle Linebackers. Er spielte für die Atlanta Falcons, die Detroit Lions, die Philadelphia Eagles und die New York Jets in der National Football League (NFL).

## Frühe Jahre
Paul Worrilow ist das zweitjüngste von vier Kindern. Er besuchte die Highschool in seiner Heimatstadt Wilmington, Delaware. Später ging er auf die University of Delaware und spielte dort College Football.

## NFL
Worrilow wurde im Jahr 2013 von den Atlanta Falcons als Undrafted Free Agent unter Vertrag genommen. Bereits in seinem ersten Profijahr avancierte er zum Stammspieler. Er beendete die Saison als Spieler mit den meisten Tackles innerhalb des Teams. In der darauffolgenden Saison gelang ihm sein erster Sack. Nach der Saison 2016 erreichte er mit den Falcons den Super Bowl LI, welchen sie aber mit 28:34 gegen die New England Patriots verloren. Am 8. März 2017 unterschrieb Worrilow einen Einjahresvertrag bei den Detroit Lions.
Am 3. April 2018 unterschrieb Worrilow einen Einjahresvertrag bei den Philadelphia Eagles. Am 30. Januar 2019 verlängerte er seinen Vertrag bei den Eagles um ein weiteres Jahr. Am 18. August 2019 wurde er von den Eagles entlassen. Am 23. August 2019 unterschrieb er einen Vertrag bei den Baltimore Ravens, löste diesen aber bereits einen Tag später auf, um seine Karriere nach der Geburt seines dritten Kindes fortzusetzen.
Am 5. November 2019 nahmen die New York Jets Worrilow unter Vertrag. Er kam in vier Spielen zum Einsatz. In der Saison 2020 schloss er sich am 16. September dem Practice Squad der Jets an, wurde aber sechs Tage später bereits wieder entlassen.

## Privates
Worrilow ist verheiratet und hat drei Kinder.